# 胡惟德臨時攝政內閣
胡惟德臨時攝政內閣是民國15年（1926年）4月20日段祺瑞辭任臨時執政、賈德耀辭任國務總理，胡惟徳代理國務總理時成立的臨時攝政內閣，直到同年5月13日結束。因其攝行臨時執政職權，故為攝政內閣。本内閣的法源為《中華民國臨時政府制》。

## 簡介
1926年初，馮玉祥國民軍同吳佩孚、張作霖的直奉聯軍爆發戰爭，直奉聯軍取得上風。:2771926年4月20日，中華民國臨時政府的臨時執政段祺瑞因聯奉不成，離開北京去天津，臨行以胡惟德代同日辭職的賈德耀署國務總理，由國務院攝行臨時執政職權。:220
1926年4月25日，吳佩孚的代表齊燮元向奉系奉魯軍的張學良、張宗昌、李景林提出護憲、恢復1924年甲子政變（又稱北京政變），推翻曹錕，時被解散的顏惠慶內閣並攝政、王懷慶維持北京治安等主張，但奉魯軍不同意前兩事，僅同意王懷慶維持北京治安。4月27日，齊燮元勸說顏惠慶出面組閣，張學良返回奉天同張作霖商議吳佩孚所提的上述主張。4月29日，張作霖不贊成吳佩孚提出的護憲主張。5月1日，大總統曹錕通電下野，由顏惠慶內閣復政，攝行大總統職務，次日顏惠慶表示推辭。5月3日，吳佩孚電請顏惠慶依法攝行總統職務。同日，孫傳芳等通電支持恢復顏惠慶攝政內閣，並且聲明五省保境息民，人不犯我，我不犯人。5月3日，張學良回北京。5月4日，王士珍、趙爾巽等人與齊燮元、張學良、張宗昌商議調停吳佩孚、張作霖雙方的意見。5月6日，張作霖電覆吳佩孚表示對恢復顏惠慶內閣之事不便過問。5月9日，顏惠慶通電表示準備組織攝政內閣。5月10日，張作霖電吳佩孚對中央之事主張慎重行事。5月12日，張學良離開北京，以示不贊成顏惠慶内閣恢復。5月13日，顏惠慶內閣復職，宣佈大總統曹錕於5月1日辭職，依法由國務院攝行大總統職權。胡惟德臨時攝政內閣至此解散。:220

## 內閣成員
內閣成員如下（附國務院秘書長）：:29-30:61-62
| 國務總理、各部及秘書長 | 各部總長                                 | 各部次長                                       |
| ---------------------- | ---------------------------------------- | ---------------------------------------------- |
| 署理國務總理           | 胡惟德（1926年4月20日—5月13日）          | ——                                             |
| 外交部                 | 胡惟德（上屆留任—5月13日；兼署國務總理） | （空缺）                                       |
| 內務部                 | 屈映光（上屆留任—5月13日）               | 劉馥（上屆留任—5月13日；暫代）                 |
| 財政部                 | （空缺）                                 | 過之翰（上屆留任—5月13日）                     |
| 財政部                 | （空缺）                                 | 錢方栻（上屆留任—5月15日）                     |
| 陸軍部                 | （空缺）                                 | 熊斌（上屆留任—5月13日）                       |
| 陸軍部                 | （空缺）                                 | 齊振林（上屆留任—5月13日）                     |
| 海軍部                 | 杜錫珪（上屆留任—5月13日）               | 吳紉禮（上屆留任—5月13日）                     |
| 司法部                 | （空缺；1926年4月19日次長王文豹代）      | 王文豹（1926年4月17日—5月13日；4月19日代總長） |
| 教育部                 | 胡仁源（上屆留任—5月13日）               | 呂復（上屆留任—5月13日）                       |
| 農商部                 | 楊文愷（上屆留任—5月13日；否認）         | 莫德惠（上屆留任—5月13日）                     |
| 交通部                 | （空缺）                                 | 陸夢熊（上屆留任—5月13日）                     |
| 國務院秘書長           | （空缺）                                 | ——                                             |